# Hydrangea integrifolia
Hydrangea integrifolia là một loài thực vật có hoa trong họ Tú cầu. Loài này được Hayata mô tả khoa học đầu tiên năm 1906.

## Hình ảnh

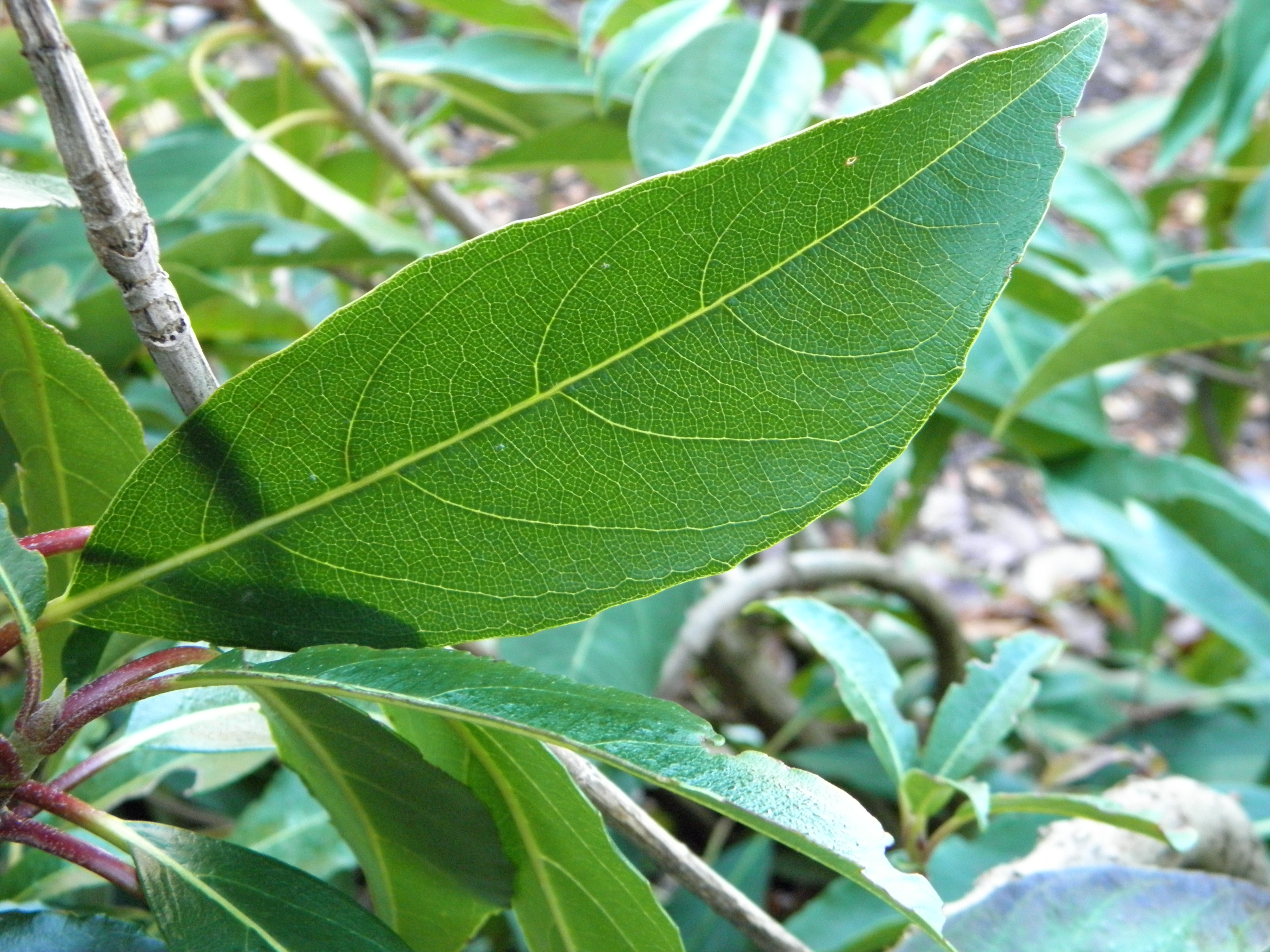
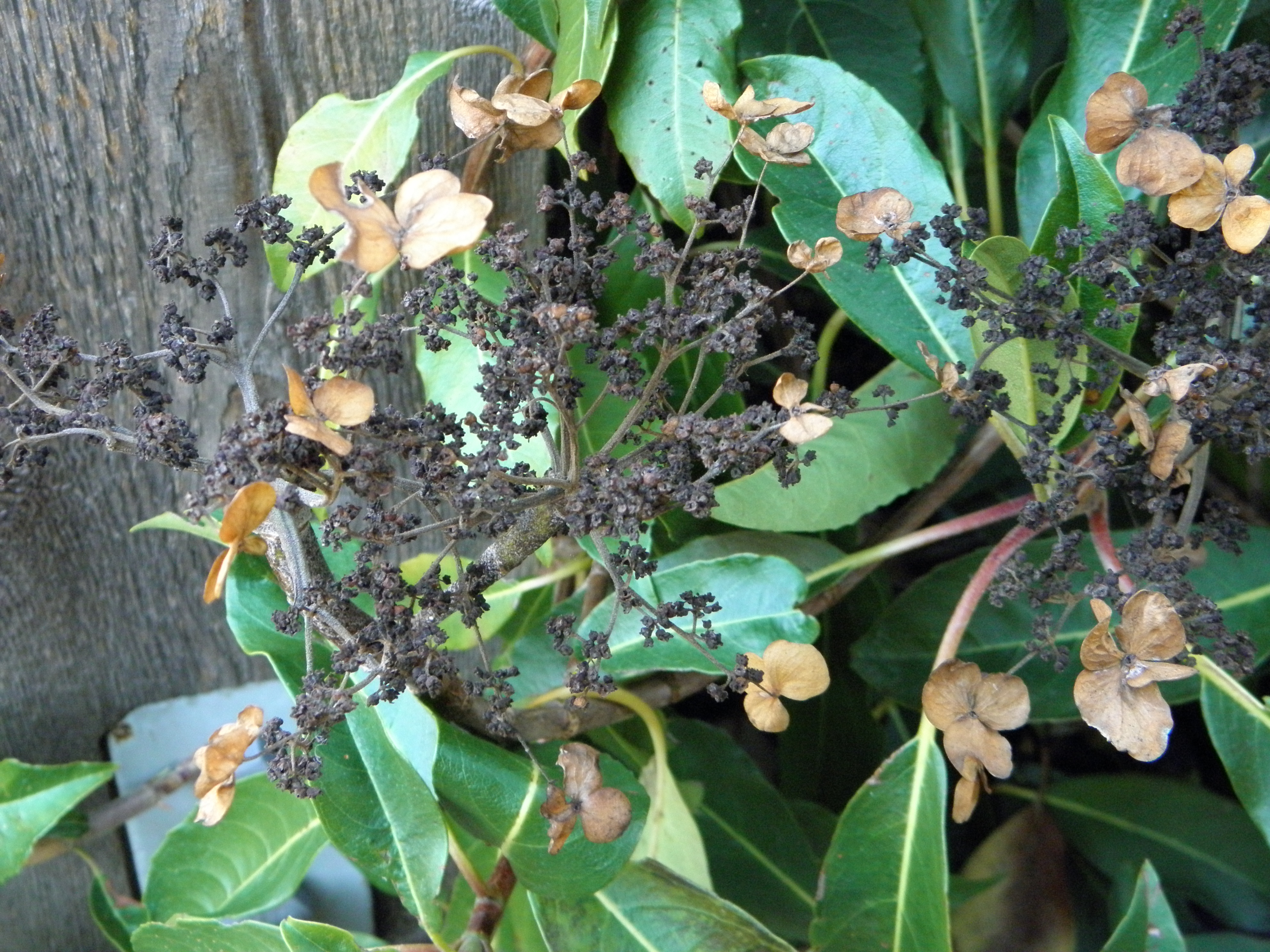
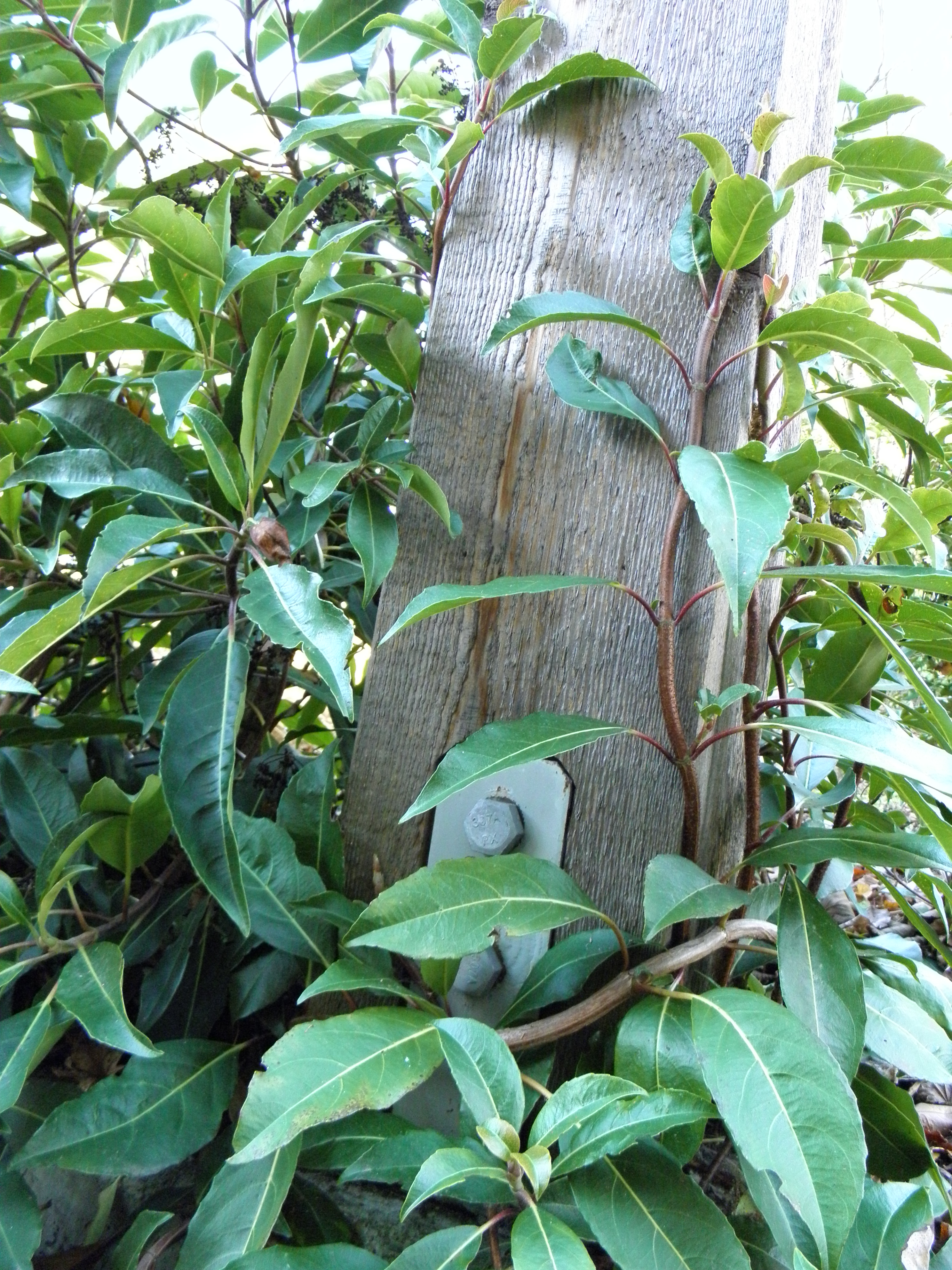